# Rhododendron hainanense
Rhododendron hainanense là một loài thực vật có hoa trong họ Thạch nam. Loài này được Merr. miêu tả khoa học đầu tiên năm 1922.